# Dreamaker
Dreamaker est un groupe espagnol de metal progressif, originaire de Madrid, actif entre 2003 et 2011.

## Histoire
Dreamaker voit le jour lorsque la chanteuse Elisa C. Martin, le guitariste Albert Maroto et le batteur Jorge Sáez quittent Dark Moor en 2003 en raison de divergences musicales. Ils sont ensuite rejoints par le guitariste Matías Sosa, le bassiste Carlos Peña et l'ancien claviériste de Dark Moor Roberto Peña de Camús, qui avait quitté Dark Moor en 2002 et avait proposé de contribuer à Dreamaker. Peu après, Roberto P. de Camús quitte le groupe et est remplacé par Nino Ruiz.
En septembre 2003, le groupe signe un contrat de deux albums avec Arise Records, et commence à enregistrer son premier album studio, Human Device,,. L'album sort en Europe, au Japon et dans certains pays hispanophones début 2004. Le groupe effectue une tournée au Japon en mai. Pendant leur séjour au Japon, les guitaristes Albert Maroto et Matias Sosa tournent une vidéo pour Young Guitar Magazine. En mai 2005, le groupe sort son deuxième album studio intitulé Enclosed,. Dans cet album, ils présentent davantage d'éléments électroniques et culturels. La même année, le guitariste Matías Sosa quitte le groupe et est remplacé par David Ramos.
Peu avant l'enregistrement de leur troisième album et alors que les chansons étaient déjà composées, le groupe décide de se dissoudre en 2011, et chaque membre suit sa propre voie.

## Membres
- Elisa C. Martin – chant
- Albert Maroto – guitare
- David Ramos – guitare
- Carlos « Ke Patxa » Peña – basse
- Nino Ruiz – claviers
- Jorge Sáez – percussions

## Discographie
- 2004 : Human Device
- 2005 : Enclosed